# Irish Ice Hockey Association
Die Irish Ice Hockey Association (irisch Cumann Haca Oighir na hÉireann, Irischer Eishockeyverband) ist der nationale Eishockeyverband Irlands.

## Geschichte
Der Verband wurde am 26. September 1996 in die Internationale Eishockey-Föderation aufgenommen. Der Verband gehört zu den IIHF-Vollmitgliedern. Aktueller Präsident ist William Fay. 
Der Verband kümmert sich überwiegend um die Durchführung der Spiele der irischen Eishockeynationalmannschaft sowie der Frauen-Nationalmannschaft und der Junioren-Mannschaften. Zudem organisiert der Verband den Spielbetrieb der Irish Ice Hockey League.